# Llista de monuments d'Avià
Llista de monuments d'Avià inclosos en l'Inventari del Patrimoni Arquitectònic Català per al municipi d'Avià (Berguedà). Inclou els inscrits en el Registre de Béns Culturals d'Interès Nacional (BCIN) amb la classificació de monuments històrics, els Béns Culturals d'Interès Local (BCIL) de caràcter immoble i la resta de béns arquitectònics integrants del patrimoni cultural català.
| Monument                                 | Protecció | Estil/època                  | Localització                                                                    | Coordenades                                          | Codi?     | Imatge |
| ---------------------------------------- | --------- | ---------------------------- | ------------------------------------------------------------------------------- | ---------------------------------------------------- | --------- | --- |
| Església de Sant Martí                   |           | Neoclassicisme XVIII         | Avià Pl. de l'Església                                                          | 42° 04′ 31″ N, 1° 49′ 30″ E / 42.075407°N,1.825133°E | IPA-2944  | Església de Sant Martí (Avià) · Vegeu més fotos d'aquest monument · Carregueu una nova foto d'aquest monument         |
| Carrer Vell de Graugés                   |           | Obra popular XVII            | Avià C. Vell, Graugés                                                           | 42° 04′ 09″ N, 1° 50′ 59″ E / 42.069297°N,1.849650°E | IPA-2946  | Carregueu una nova foto d'aquest monument                                                                             |
| Església de Santa Maria d'Avià           | BCIL 2008 | Romànic XII                  | Avià Pla de Santa Maria                                                         | 42° 04′ 21″ N, 1° 50′ 03″ E / 42.072538°N,1.834300°E | IPA-2948  | Església de Santa Maria d'Avià (Avià) · Vegeu més fotos d'aquest monument · Carregueu una nova foto d'aquest monument |
| Sant Serni de Clarà                      |           | Obra popular XVII            | Avià Ctra. d'Avià a Solsona, riera de Clarà, pista esquerra                     | 42° 03′ 54″ N, 1° 48′ 04″ E / 42.065018°N,1.801115°E | IPA-2949  | Sant Serni de Clarà (Avià) · Vegeu més fotos d'aquest monument · Carregueu una nova foto d'aquest monument            |
| Sant Vicenç d'Obiols                     | BCIL 2008 | Romànic, preromànic X, XII   | Avià Ctra. de Manresa a Berga, km. 4,5, pista a l'esquerra                      | 42° 03′ 40″ N, 1° 51′ 59″ E / 42.061214°N,1.866354°E | IPA-2950  | Sant Vicenç d'Obiols (Avià) · Vegeu més fotos d'aquest monument · Carregueu una nova foto d'aquest monument           |
| Rectoria d'Obiols                        |           | Obra popular XIX             | Avià Obiols                                                                     | 42° 03′ 40″ N, 1° 51′ 59″ E / 42.061096°N,1.866259°E | IPA-2951  | Carregueu una nova foto d'aquest monument                                                                             |
| Mas d'Obiols                             |           | Obra popular XVII            | Avià Camí Ral                                                                   | 42° 03′ 40″ N, 1° 51′ 58″ E / 42.061176°N,1.866173°E | IPA-2952  | Carregueu una nova foto d'aquest monument                                                                             |
| La Plana                                 |           | Eclecticisme XIX Final       | Avià Ctra. de Gironella a Berga                                                 | 42° 03′ 13″ N, 1° 52′ 16″ E / 42.053479°N,1.871047°E | IPA-2954  | La Plana (Avià) · Vegeu més fotos d'aquest monument · Carregueu una nova foto d'aquest monument                       |
| Cal Mas                                  |           | Obra popular XVIII           | Avià Av. Pau Casals, 4                                                          | 42° 04′ 35″ N, 1° 49′ 27″ E / 42.076461°N,1.824219°E | IPA-2955  | Cal Mas (Avià) · Vegeu més fotos d'aquest monument · Carregueu una nova foto d'aquest monument                        |
| Masia Salvans                            |           | Obra popular XIX             | Avià Av. Pau Casals, 1 - c. Padró                                               | 42° 04′ 34″ N, 1° 49′ 29″ E / 42.076105°N,1.824612°E | IPA-2956  | Masia Salvans (Avià) · Vegeu més fotos d'aquest monument · Carregueu una nova foto d'aquest monument                  |
| Masia Santamaria                         |           | Obra popular XVIII           | Avià Pla de Santa Maria                                                         | 42° 04′ 19″ N, 1° 50′ 03″ E / 42.07204°N,1.834043°E  | IPA-2958  | Carregueu una nova foto d'aquest monument                                                                             |
| Mas Noet, o Nuet                         |           | Obra popular XIV, XVII, XX   | Avià Camí ral que dona a la ctra. Avià, c. Rosal (dreta)                        | 42° 05′ 02″ N, 1° 50′ 55″ E / 42.084003°N,1.848550°E | IPA-2959  | Mas Noet (Avià) · Vegeu més fotos d'aquest monument · Carregueu una nova foto d'aquest monument                       |
| La Riereta                               |           | Obra popular XVIII           | Avià Clarà                                                                      | 42° 03′ 48″ N, 1° 48′ 14″ E / 42.06329°N,1.803806°E  | IPA-2960  | Carregueu una nova foto d'aquest monument                                                                             |
| Vilajoana, Mas Torrentbó o Torrembó      |           | Obra popular X, XIII, XVII   | Avià Al sud del c. del Mig de Graugés                                           | 42° 03′ 59″ N, 1° 50′ 24″ E / 42.066290°N,1.839902°E | IPA-2961  | Carregueu una nova foto d'aquest monument                                                                             |
| La Casavella de Graugés                  |           | Obra popular Medieval, XVIII | Avià Als afores de Graugés                                                      | 42° 04′ 05″ N, 1° 50′ 48″ E / 42.068122°N,1.846529°E | IPA-2962  | Carregueu una nova foto d'aquest monument                                                                             |
| La Sobirana                              |           | Obra popular Medieval, XVIII | Avià Als afores de Graugés                                                      | 42° 03′ 44″ N, 1° 50′ 51″ E / 42.062135°N,1.84758°E  | IPA-2963  | Carregueu una nova foto d'aquest monument                                                                             |
| Masia Vilamarí                           |           | Obra popular Medieval, XVIII | Avià Camí ral de Sta. Maria, termejant amb Casserres                            | 42° 03′ 10″ N, 1° 49′ 41″ E / 42.052732°N,1.828016°E | IPA-2964  | Carregueu una nova foto d'aquest monument                                                                             |
| La Serra de Vilamarí                     |           | Obra popular XVIII           | Avià Camí de Vilamarí                                                           | 42° 03′ 01″ N, 1° 50′ 09″ E / 42.050216°N,1.835737°E | IPA-2965  | Carregueu una nova foto d'aquest monument                                                                             |
| Masia Bellús                             |           | Obra popular XVII, XIX       | Avià Prop d'Obiols                                                              | 42° 03′ 07″ N, 1° 51′ 36″ E / 42.052035°N,1.859883°E | IPA-2966  | Masia Bellús (Avià) · Vegeu més fotos d'aquest monument · Carregueu una nova foto d'aquest monument                   |
| Mas Lledó                                |           | Obra popular XVII            | Avià Obiols                                                                     | 42° 04′ 01″ N, 1° 52′ 01″ E / 42.066975°N,1.866964°E | IPA-2967  | Mas Lledó (Avià) · Vegeu més fotos d'aquest monument · Carregueu una nova foto d'aquest monument                      |
| El Pou, Masia el Pou                     |           | Obra popular XVII, XIX       | Avià Ctra. de Berga a Cardona, Clarà                                            | 42° 04′ 24″ N, 1° 48′ 33″ E / 42.073361°N,1.809178°E | IPA-2968  | Carregueu una nova foto d'aquest monument                                                                             |
| Molí de Casancots                        |           | Obra popular XVIII           | Avià Camí ral que porta a casa en Cots, Vilamarí                                | 42° 03′ 14″ N, 1° 48′ 44″ E / 42.053956°N,1.812114°E | IPA-2970  | Carregueu una nova foto d'aquest monument                                                                             |
| Casancots                                |           | Obra popular XVIII           | Avià Camí ral que porta a casa en Cots, Vilamarí                                | 42° 03′ 11″ N, 1° 48′ 55″ E / 42.052997°N,1.815178°E | IPA-2971  | Carregueu una nova foto d'aquest monument                                                                             |
| El Molí del Castell                      |           | Obra popular                 | Avià Ctra. d'Avià a la Colònia Rosal                                            | 42° 05′ 01″ N, 1° 49′ 55″ E / 42.083599°N,1.831825°E | IPA-2972  | El Molí del Castell (Avià) · Vegeu més fotos d'aquest monument · Carregueu una nova foto d'aquest monument            |
| Molí de Bellús                           |           | Obra popular XVII            | Avià Camí de Graugés a Ballús, Obiols                                           | 42° 02′ 56″ N, 1° 51′ 16″ E / 42.048992°N,1.854512°E | IPA-2973  | Molí de Bellús (Avià) · Vegeu més fotos d'aquest monument · Carregueu una nova foto d'aquest monument                 |
| Molí de la Riereta                       |           | Obra popular XVIII           | Avià Des de la Riereta pista en direcció a la riera d'Avià                      | 42° 03′ 40″ N, 1° 48′ 14″ E / 42.061227°N,1.803797°E | IPA-2974  | Carregueu una nova foto d'aquest monument                                                                             |
| Masia Serrapinyana                       |           | Obra popular XVI, XVIII, XIX | Avià Ctra. Berga-Cardona a uns 4 km de Berga, a la dreta                        | 42° 04′ 18″ N, 1° 48′ 08″ E / 42.071639°N,1.802102°E | IPA-2975  | Carregueu una nova foto d'aquest monument                                                                             |
| Masia la Roureda                         |           | Obra popular, modernisme XX  | Avià Ctra. Avià - Colònia Rosal, a uns 2 km d'Avià, zona Molí del Castell       | 42° 04′ 47″ N, 1° 50′ 39″ E / 42.079609°N,1.844229°E | IPA-2976  | Carregueu una nova foto d'aquest monument                                                                             |
| Pagerols                                 |           | Obra popular XVIII           | Avià Camí d'Avià a Santandreu, zona Vilamarí                                    | 42° 03′ 09″ N, 1° 49′ 24″ E / 42.052577°N,1.823451°E | IPA-2977  | Carregueu una nova foto d'aquest monument                                                                             |
| Cal Castanyer                            |           | Obra popular XVIII           | Avià Camí de la ctra, d'Avià a la Colònia Rosal (enderrocat)                    | 42° 05′ 07″ N, 1° 50′ 21″ E / 42.08517°N,1.839232°E  | IPA-2978  | Carregueu una nova foto d'aquest monument                                                                             |
| Cal Coloma                               |           | Obra popular                 | Avià Veral de Cal Guixé, la Rovira                                              | 42° 04′ 16″ N, 1° 48′ 59″ E / 42.071049°N,1.816389°E | IPA-2986  | Carregueu una nova foto d'aquest monument                                                                             |
| Santandreu (Avià)                        |           | Obra popular                 | Avià Camí d'Avià a Santandreu, zona Vilamarí                                    | 42° 02′ 50″ N, 1° 49′ 07″ E / 42.047186°N,1.818536°E | IPA-2987  | Carregueu una nova foto d'aquest monument                                                                             |
| Cal Gris                                 |           | Obra popular XVIII, XX       | Avià Obiols                                                                     | 42° 03′ 57″ N, 1° 51′ 28″ E / 42.065892°N,1.857656°E | IPA-2988  | Carregueu una nova foto d'aquest monument                                                                             |
| Montorsí                                 |           | Obra popular XVIII, XIX      | Avià Ctra. d'Avià a la Colònia Rosal, en un camí a la dreta, Graugés            | 42° 04′ 14″ N, 1° 51′ 38″ E / 42.070614°N,1.860614°E | IPA-2989  | Carregueu una nova foto d'aquest monument                                                                             |
| La Baga (Avià)                           |           | Obra popular XIX             | Avià Ctra. de la Colònia Rosal a Avià, Graugés                                  | 42° 04′ 23″ N, 1° 51′ 28″ E / 42.072989°N,1.857683°E | IPA-2990  | Carregueu una nova foto d'aquest monument                                                                             |
| Casa nova de Serrapinyana                |           | Obra popular XVIII           | Avià Ctra. Berga-Cardona a uns 4 km de Berga, a la dreta, Clarà                 | 42° 04′ 24″ N, 1° 48′ 18″ E / 42.073246°N,1.805094°E | IPA-2991  | Carregueu una nova foto d'aquest monument                                                                             |
| Cal Janó (Avià)                          |           | Obra popular XVIII           | Avià La Rovira                                                                  | 42° 04′ 24″ N, 1° 49′ 15″ E / 42.07321°N,1.820713°E  | IPA-2992  | Carregueu una nova foto d'aquest monument                                                                             |
| L'Horta (Avià)                           |           | Obra popular XIX             | Avià Ctra. de la Colònia Rosal a Avià, a l'esquerra, zona Molí del Castell      | 42° 04′ 54″ N, 1° 50′ 08″ E / 42.081574°N,1.835501°E | IPA-2993  | Carregueu una nova foto d'aquest monument                                                                             |
| La Noguera (Avià)                        |           | Obra popular XIX             | Avià Ctra. d'Avià a la Colònia Rosal, zona Molí del Castell                     | 42° 04′ 55″ N, 1° 50′ 02″ E / 42.081854°N,1.833779°E | IPA-2994  | Carregueu una nova foto d'aquest monument                                                                             |
| Can Cardona                              |           | Obra popular XVII, XIX       | Avià Sobrestrada                                                                | 42° 05′ 02″ N, 1° 49′ 02″ E / 42.083911°N,1.817195°E | IPA-2995  | Carregueu una nova foto d'aquest monument                                                                             |
| Cal Tavella, o Casa vella de Cal Cardona |           | Obra popular XIX             | Avià Ctra. de Berga a Cardona, a la dreta, prop d'Avià, Sobrestrada             | 42° 05′ 02″ N, 1° 48′ 48″ E / 42.083977°N,1.813283°E | IPA-2996  | Carregueu una nova foto d'aquest monument                                                                             |
| Regatell de Baix                         |           | Obra popular XVIII           | Avià Camí ral que dona al pont de la riera de Clarà, zona Sobrestrada           | 42° 05′ 08″ N, 1° 48′ 29″ E / 42.085588°N,1.807958°E | IPA-2997  | Carregueu una nova foto d'aquest monument                                                                             |
| Cal Pere Vell                            |           | Obra popular XVII, XIX       | Avià Zona Molí del Castell                                                      | 42° 05′ 14″ N, 1° 49′ 56″ E / 42.08735°N,1.832191°E  | IPA-3012  | Cal Pere Vell (Avià) · Vegeu més fotos d'aquest monument · Carregueu una nova foto d'aquest monument                  |
| La Barraca de Vilamarí                   |           | Obra popular XVIII           | Avià Camí d'Avià a Vilamarí, zona Vilamarí                                      | 42° 03′ 34″ N, 1° 49′ 48″ E / 42.059579°N,1.829969°E | IPA-3013  | Carregueu una nova foto d'aquest monument                                                                             |
| Lluert de Clarà                          |           | Obra popular XVIII           | Avià A la riera de Clarà, sortint de Clarà a l'esquerra                         | 42° 04′ 02″ N, 1° 48′ 15″ E / 42.067284°N,1.804239°E | IPA-3014  | Carregueu una nova foto d'aquest monument                                                                             |
| Mas Carbonells                           |           | Obra popular XVIII           | Avià Trencall a l'esquerra de la ctra. Colònia Rosal - Graugés                  | 42° 04′ 18″ N, 1° 51′ 22″ E / 42.071714°N,1.856207°E | IPA-3015  | Carregueu una nova foto d'aquest monument                                                                             |
| Cal Bep Nou                              |           | Obra popular XX Inici        | Avià Camí ral de Sta. Maria d'Avià a Vilamarí                                   | 42° 04′ 06″ N, 1° 50′ 10″ E / 42.068333°N,1.83613°E  | IPA-3016  | Carregueu una nova foto d'aquest monument                                                                             |
| Cal Bep Vell                             |           | Obra popular XVIII, XX       | Avià Camí ral de Sta. Maria d'Avià a Vilamarí                                   | 42° 04′ 06″ N, 1° 49′ 53″ E / 42.06832°N,1.831319°E  | IPA-3017  | Carregueu una nova foto d'aquest monument                                                                             |
| Mas la Parera                            |           | Obra popular XVIII, XX       | Avià Ctra. de Berga a Cardona a uns 4 km. de Berga, zona la Rovira              | 42° 04′ 20″ N, 1° 48′ 39″ E / 42.072136°N,1.810941°E | IPA-3018  | Carregueu una nova foto d'aquest monument                                                                             |
| Cal Coix                                 |           | Obra popular XIX             | Avià Ctra. Colònia Rosal - Avià, a l'esquerra, barri de la Creu                 | 42° 04′ 54″ N, 1° 49′ 41″ E / 42.081742°N,1.828087°E | IPA-3019  | Carregueu una nova foto d'aquest monument                                                                             |
| Sobrestrada                              |           | Obra popular XVIII           | Avià Crta. Berga-Cardona, a uns 4 km de Berga a la dreta                        | 42° 05′ 08″ N, 1° 49′ 13″ E / 42.085498°N,1.820219°E | IPA-3020  | Carregueu una nova foto d'aquest monument                                                                             |
| Cal Miquel                               |           | Obra popular XIX             | Avià Termenejant amb la Valldan                                                 | 42° 05′ 25″ N, 1° 49′ 21″ E / 42.090413°N,1.822631°E | IPA-3021  | Carregueu una nova foto d'aquest monument                                                                             |
| Ca la Verònica                           |           | Obra popular XX Inici        | Avià                                                                            | 42° 04′ 15″ N, 1° 49′ 27″ E / 42.070914°N,1.824297°E | IPA-3022  | Carregueu una nova foto d'aquest monument                                                                             |
| El Verdaguer                             |           | Obra popular XIX             | Avià Clarà, termenejant amb els municipis de Montclar i l'Espunyola             | 42° 04′ 11″ N, 1° 47′ 33″ E / 42.069666°N,1.792602°E | IPA-3023  | Carregueu una nova foto d'aquest monument                                                                             |
| Ca l'Ovelleta                            |           | Obra popular XIX             | Avià Al peu de la ctra. de la Colònia Rosal a la Valldan, zona Molí del Castell | 42° 05′ 18″ N, 1° 49′ 48″ E / 42.088228°N,1.830035°E | IPA-3024  | Carregueu una nova foto d'aquest monument                                                                             |
| Mas la Roca                              |           | Obra popular XX Inici        | Avià Voltants de Graugés                                                        | 42° 03′ 57″ N, 1° 51′ 08″ E / 42.065873°N,1.852129°E | IPA-3025  | Carregueu una nova foto d'aquest monument                                                                             |
| Cal Ceba                                 |           | Obra popular XVIII           | Avià Ctra. de la Colònia Rosal a Graugés, a l'esquerra                          | 42° 04′ 21″ N, 1° 51′ 12″ E / 42.072576°N,1.853326°E | IPA-3026  | Carregueu una nova foto d'aquest monument                                                                             |
| La Torre de la Carretera                 |           | Obra popular XX Mitjan       | Avià Av. Pau Casals, 11 (enderrocat)                                            | 42° 04′ 35″ N, 1° 49′ 24″ E / 42.076334°N,1.823315°E | IPA-3027  | Carregueu una nova foto d'aquest monument                                                                             |
| Cal Ramonet                              |           | Obra popular XVIII           | Avià Veral de Cal Guixé, la Rovira                                              | 42° 04′ 19″ N, 1° 49′ 04″ E / 42.071909°N,1.817703°E | IPA-3028  | Carregueu una nova foto d'aquest monument                                                                             |
| Molí de Minoves                          | BCIL 2001 | Obra popular                 | Avià                                                                            | 42° 04′ 20″ N, 1° 52′ 06″ E / 42.072122°N,1.868373°E | IPA-19845 | Carregueu una nova foto d'aquest monument                                                                             |
| Pont d'Orniu                             |           | Obra popular XVII            | Avià Colònia Rosal                                                              | 42° 04′ 04″ N, 1° 52′ 06″ E / 42.067861°N,1.868242°E | IPA-36892 | Pont d'Orniu (Avià) · Vegeu més fotos d'aquest monument · Carregueu una nova foto d'aquest monument                   |
| Restes del Pont d'Orniu                  |           | Obra popular                 | Avià Sobre el Llobregat                                                         | 42° 04′ 02″ N, 1° 52′ 07″ E / 42.067246°N,1.868599°E | IPA-36893 | Restes del Pont d'Orniu (Avià) · Vegeu més fotos d'aquest monument · Carregueu una nova foto d'aquest monument        |

La Colònia Rosal està entre els termes municipals d'Avià, Berga i Olvan (vegeu la llista de monuments de Berga)